# 91-я мотострелковая дивизия
91-я мотострелковая дивизия — тактическое соединение Сухопутных войск СССР, созданное в послевоенное время и дислоцировавшееся всё это время в Забайкальском военном округе. Штаб дивизии располагался в г. Шелехов (в 1970—1979 гг.), Шеви Гоби (1979—1987 гг.), г. Нижнеудинск (1987—1989 гг.).

## История
Дивизия создана в июле 1970 г. в рамках укрепления восточных рубежей страны в г. Чистые Ключи (штаб в г. Шелехов Иркутской области) на базе 362-го мотострелкового полка 52-й мотострелковой дивизии. Первоначально дивизия входила в состав 29-й общевойсковой армии.
В марте 1979 г. дивизия передислоцирована в Монголию, где вошла в состав 39-й общевойсковой армии, и находилась там до весны 1987 года. В рамках сокращений Вооружённых сил СССР весной 1987 г. дивизию вывели в г. Нижнеудинск и подчинили штабу 29-й общевойсковой армии (часть соединений дивизии разместили в г. Братск), где в то же время переформировали в 497-й учебный центр, в 1989 г. преобразованный в 5209-ю базу хранения вооружения и техники.
В 1992 г. воинской части вручено знамя, ордена и исторический формуляр расформированной в Закавказском военном округе 15-й мотострелковой дивизии, в связи с чем она переименована в 6063-ю Сивашско-Штеттинскую ордена Ленина, дважды Краснознамённую, орденов Суворова и Трудового Красного Знамени базу хранения вооружения и техники (мотострелковых войск).
В рамках военной реформы в 2009 г. база хранения переформирована в 187-ю Сивашско-Штеттинскую ордена Ленина, дважды Краснознамённую, орденов Суворова и Трудового Красного Знамени базу хранения и ремонта вооружения и техники (86-ю омсбр).

## Боевой состав
В период пребывания дивизии на территории Монголии она имела следующий состав:
- управление дивизии, в/ч 21431 (Шеви-Гоби);
- 279-й мотострелковый полк (г. Мандал-Гоби) — переименован в 362-й мсп, в/ч 32216 (выведен в состав 91-й мсд в г. Нижнеудинск);
- 977-й мотострелковый полк (г. Шеви-Гоби);
- 1091-й мотострелковый полк (г. Шеви-Гоби);
- 123-й танковый полк (г. Шеви-Гоби);
- 677-й артиллерийский полк (22 разъезд М35);
- зенитно-артиллерийский полк (г. Шеви-Гоби);
- 58-й отдельный танковый батальон (введён в состав дивизии в 1980 г.);
- 1257-й отдельный ракетный дивизион (г. Шеви-Гоби)
- 1290-й отдельный противотанковый дивизион (г. Шеви-Гоби);
- 762-й отдельный разведывательный батальон (г. Шеви-Гоби);
- 1308-й отдельный инженерно-сапёрный батальон (г. Шеви-Гоби);
- 1766-й отдельный батальон связи (г. Шеви-Гоби);
- отдельная рота химической защиты (г. Шеви-Гоби);
- отдельный ремонтно-восстановительный батальон (г. Шеви-Гоби);
- 158-й отдельный медицинский батальон (г. Шеви-Гоби);
- 301-й отдельный батальон материального обеспечения (г. Шеви-Гоби);
- ОВКР (г. Шеви-Гоби)[3]

## Командиры
- П-к Прокофьев, г-л м/р Румянцев С. С.(до июля 1984 г.)
- Г-л м/р Суслов (с июля 1984 г.)